# Show Biz Kids
Show Biz Kids ist ein Song der Jazz-Rockband Steely Dan, der 1973 als erste Single aus dem Album Countdown to Ecstasy veröffentlicht wurde. Er erreichte Platz 61 in den Billboard-Charts.
Rick Derringer spielt fast über den ganzen Song Slide-Gitarre.

## Besetzung
- Donald Fagen – Klavier, Gesang
- Rick Derringer – Slide-Gitarre
- Walter Becker – Bass-Gitarre, Hintergrundgesang
- Jim Hodder – Schlagzeug, Hintergrundgesang
- Sherlie Matthews, Myrna Matthews, Patricia Hall, Royce Jones, James Rolleston – Hintergrundgesang

## Coverversionen
- Super Furry Animals sampelten das Lied in ihrer Single The Do not Give a Fuck von 1996.
- Rickie Lee Jones coverte den Song im Jahr 2000 in ihrem Album It's Like This.